# Peter Alan Sweet
Peter Alan Sweet (* 15. Mai 1921 in Beckenham, London; † 16. Januar 2005 in Poole) war ein britischer Astrophysiker.
Sweet studierte an der Universität Cambridge (Sidney Sussex College) und war 1942 Wrangler in den Tripos-Prüfungen. Im Zweiten Weltkrieg war er Wissenschaftler bei der Flugzeugproduktion. 1947 wurde er Lecturer in Astronomie an der University of Glasgow, 1952 Assistant Director des Observatoriums der Universität London und 1959 bis zur Emeritierung 1982 war er Regius-Professor für Astronomie an der Universität Glasgow. 1973 bis 1975 war er dort Dekan der Fakultät für Naturwissenschaften.
Er ist unter anderem bekannt für eine von ihm und Eugene Parker aufgestellte Theorie der Rekonnexion. Nach ihm und Arthur Eddington ist die Eddington-Sweet-Zirkulation in rotierenden Sternen benannt.